# Liste der Biografien/Stes
Liste der Biografien |
Portal Biografien |
Personensuche
# |
A |
B |
C |
D |
E |
F |
G |
H |
I |
J |
K |
L |
M |
N |
O |
P |
Q |
R |
S |
T |
U |
V |
W |
X |
Y |
Z |
?
 
Sa |
Sb |
Sc |
Sd |
Se |
Sf |
Sg |
Sh |
Si |
Sj |
Sk |
Sl |
Sm |
Sn |
So |
Sp |
Sq |
Sr |
Ss |
St |
Su |
Sv |
Sw |
Sy |
Sz
 
Sta |
Ste |
Sth |
Sti |
Stj |
Stl |
Sto |
Str |
Sts |
Stt |
Stu |
Stv |
Stw |
Sty
 
Stea |
Steb |
Stec |
Sted |
Stee |
Stef |
Steg |
Steh |
Stei |
Stej |
Stek |
Stel |
Stem |
Sten |
Steo |
Step |
Ster |
Stes |
Stet |
Steu |
Stev |
Stew |
Stey |
Stez
Die Liste der Biografien führt alle Personen auf, die in der deutschsprachigen Wikipedia einen Artikel haben. Dieses ist eine Teilliste mit 16 Einträgen von Personen, deren Namen mit den Buchstaben „Stes“ beginnt.

## Stes

### Stesc
- Steschenko, Iwan (1873–1918), ukrainischer Übersetzer, Schriftsteller und Politiker
- Steschenko, Oksana (1875–1942), ukrainische Kinderbuchautorin und Übersetzerin
- Steschenska, Olena (1920–2020), ukrainische Medizinerin auf dem Gebiet des Arbeitsschutzes und der Berufskrankheiten
- Steschko, Witali Jurjewitsch (* 1997), russischer Fußballspieler

### Stese
- Steşenko, Aida (* 1968), turkmenische Tischtennisspielerin

### Stesg
- Stesgal, Franz (1875–1954), österreichischer Politiker (CS), Landtagsabgeordneter und Landesrat im Burgenland

### Stesi
- Stesichoros († 556 v. Chr.), Vertreter der älteren dorischen Lyrik
- Stesimbrotos, griechischer Schriftsteller
- Stesin, Vitali (1940–2012), russischer Maler und Emigrant

### Stesk
- Steska, Christian (* 1985), deutscher Sternekoch und Gastronom
- Steska, Viktor (1868–1946), slowenischer Kunsthistoriker und römisch-katholischer Geistlicher
- Steskal, Martin (* 1974), österreichischer Klassischer Archäologe

### Stess
- Stessl, Hermann (* 1940), österreichischer Fußballspieler und -trainer
- Steßl, Sonja (* 1981), österreichische Politikerin (SPÖ), Abgeordnete zum NationalratSonja Steßl (* 1981)

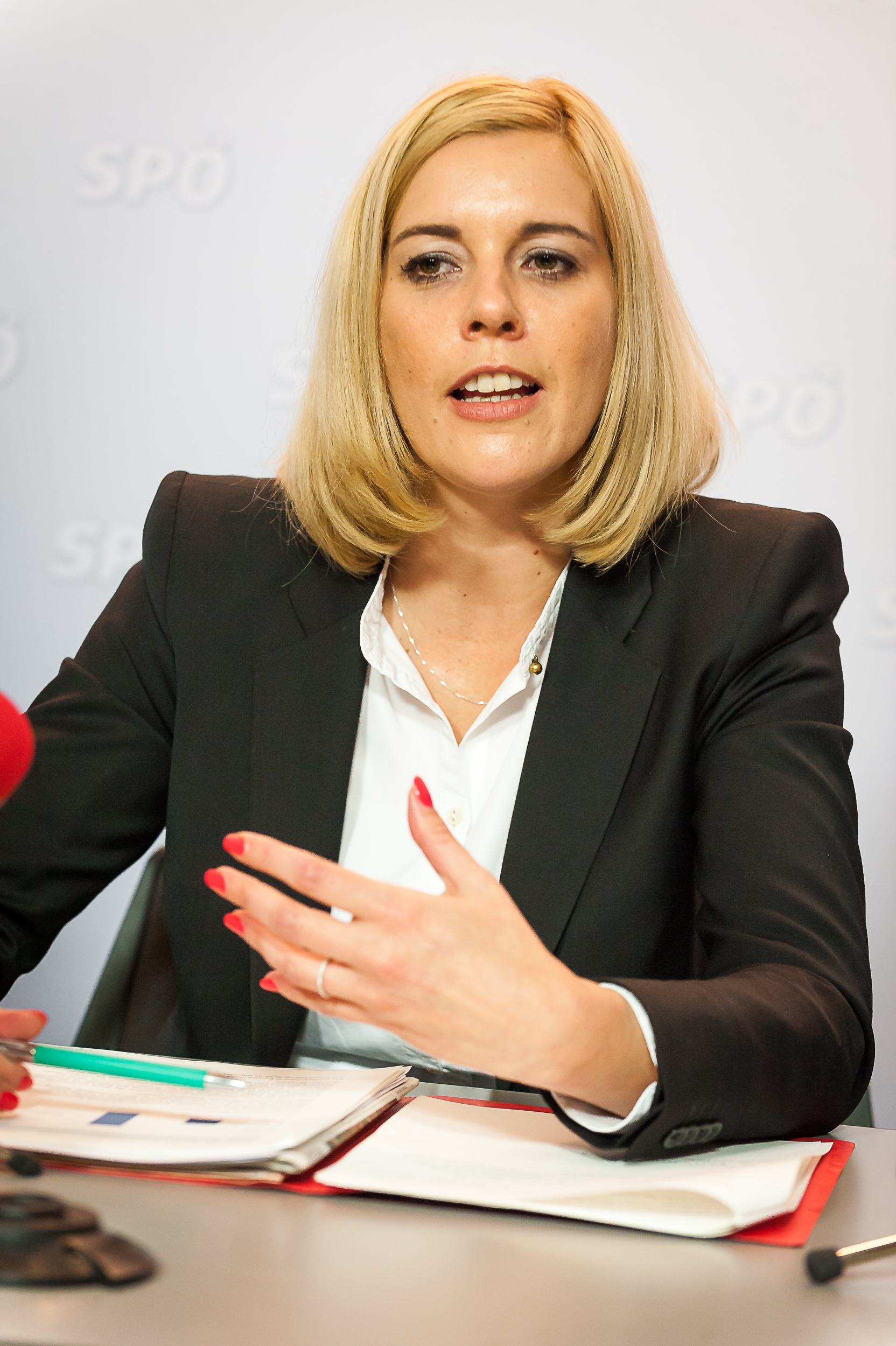
Sonja Steßl (* 1981)

- Stessun, Anke (* 1964), deutsche Journalistin und Fernsehmoderatorin

### Stesz
- Steszgal, Isabel (* 2010), österreichische Kinderdarstellerin